# Ryōtarō Okiayu
Ryōtarō Okiayu (置鮎 龍太郎?, Okiayu Ryōtarō; Kitakyūshū, 17 settembre 1969) è un doppiatore giapponese.
È attivo dal 1989, ed è affiliato con la Aoni Production.
Fa parte dell'Entertainment Music Unit (E.M.U.), un gruppo di doppiatori di cui fanno parte anche Hikaru Midorikawa, Hideo Ishikawa, Nobutoshi Canna e Daisuke Sakaguchi. Il gruppo è stato formato nel 1995, per poi sciogliersi nel 2000. 
È stato sposato con la collega doppiatrice Nao Nagasawa, con cui ha avuto un figlio.

## Ruoli interpretati

### Anime
- .hack//Roots (Sakisaka)
- Akikan! (Otoya Hidehiko)
- Asobi asobase (Maeda)
- Black Clover (Heat Grice, Gadjah)
- Bleach (Byakuya Kuchiki)
- Bobobo-bo Bo-bobo (Tsuru Tsururina the III)
- Buso Renkin (Mita)
- Clannad (Akio Furukawa)
- D.Gray-man (Reever Wenhamm)
- D.N.Angel (Dark Mousy)
- Demon Slayer - Kimetsu no yaiba (Kokushibo)
- Detective Conan (Subaru Okiya, Fumimaro Ayanokoji)
- Di Gi Charat (Takuro Kimura/Mr.Longhair)
- Digimon Frontier (RhodoKnightmon)
- Digimon Xros Wars (Grademon)
- El Hazard (Katsuhiko Jinnai)
- Elemental Gerad (Wolx Hound)
- Excel Saga (Watanabe [2], That Gomez [3])
- Fate/Zero (Berserker/Lancelot)
- Fate/Apocrypha (Lancer nero/Vlad III)
- Fire Emblem (Abel)
- Flame of Recca (Kurei)
- Fruits Basket (Shigure Souma)
- Fujimi-nichōme kōkyō gakudan (Morimura Yuki)
- Fullmetal Alchemist (Scar)
- Future GPX Cyber Formula (Franz Heinel)
- Gakuen Heaven (Shinomiya Kouji)
- Gintama (Iwanofu (ep. 96))
- Girls Bravo (Kazuharu Fukuyama)
- Gokudo (Sanzo)
- Gravitation (K)
- Gundam 00 (Bring Stability, Devine Nova)
- Gundam SEED e Gundam SEED Destiny (Andrew Waltfeld)
- Gundam Wing (Treize Khushrenada)
- Harukanaru toki no naka de hachiyō shō (Akram)
- Here is Greenwood (Masato Ikeda)
- Humming Bird - Ragazze con le ali (Goro Kato)
- Ikoku Irokoi Romantan (Ryūji Gondō)
- Infinite Dendrogram (Jabberwock)
- Jigoku Sensei Nūbē (Meisuke Nueno/Nübē)
- Jubei-chan: The Ninja Girl (Koinosuke)
- Junjō romantica (Kaoru Asahina)
- Kachou no Koi (Odakara Kazuhiko)
- Kara no kyōkai (Satsuki Kurogiri)
- Katanagatari (Houou Maniwa)
- Kinnikuman Nisei (Kevin Mask)
- Kizuna (Samejima Ranmaru)
- Koutetsu Sangokushi (Kouso Genyou)
- Kowloon Generic Romance (Miyuki Hebinuma)[4]
- Legendary Gambler Tetsuya (Tetsuya)
- Lo stregone Orphen (Hartia)
- Love Hina e Love Hina Again (Kentaro Sakata)
- Magic Knight Rayearth (Innova)
- Marginal Prince (Prince Joshua Grant)
- Marmalade Boy (Yū Matsuura)
- Maze (Gorgeous)
- Mega Man X: The Day of Sigma (Zero)
- Miracle Train: Ōedo-sen e Yōkoso (Shinjuku Rintaro)
- Monochrome Factor (Homurabi)
- My-Otome 0~S.ifr~ (Bruce Windbloom)
- Nadesico (Nagare Akatsuki)
- Nabari (Kotarō Fūma)
- Naruto (Aoi Rokusho)
- Okane ga nai (Toranosuke Gion)
- Orgon Yuusha Goldran (Kaiser/Leon Kaizer)
- One Piece (Kaku, Kizaru (2ªvoce))
- Onegai My Melody (Usamimi Kamen/Hiiragi Keiichi, My Melo Papa)
- Overlord (Touch Me)
- Please Save My Earth (Issei)
- Pocket Monsters (2023) (Oranzio)
- Saga di Pretty Cure
  - Pretty Cure (Chutarō (ep. 22))
  - Yes! Pretty Cure 5 GoGo! (Mucardia)
  - HeartCatch Pretty Cure! (Kenji Ban (ep. 18))
- The Price of Smiles (Izana Langford)
- The Prince of Tennis (Kunimitsu Tezuka, Ichiuma Kita)
- Ragna Crimson (Olto Zora)
- Record of Ragnarok (Ade)
- Recorder to Randsell (Atsushi Miyagawa)
- Ring ni kakero (Jun Kenzaki)
- Romeo × Juliet (Tybalt)
- Rurouni Kenshin (2023) (Hannya)
- Sailor Moon (Yuuji (2), Achiral (81) e George (108))
- Sailor Moon SuperS (Tiger's Eye)
- Saint Seiya: Hades (Gemini Saga e Gemini Kanon)
- Saiunkoku Monogatari (Kou Kurou)
- Shining Tears X Wind (Saionji Haruto)
- Shippu Iron Leaguer!! (Mach Windy)
- Sister Princess (Akio Yamagami)
- Slam Dunk (Mitsui Hisashi)
- Sukisho!! (Kai Nagase)
- Super Robot Wars Original Generation: The Animation e Super Robot Wars Original Generation: Divine Wars (Raidiese F. Branstein)
- Tatakau Shisho (Cigal Crekessa)
- Tekkaman Blade II (David Krugel/Tekkaman Sommer)
- The Sacred Blacksmith (Siegfried)
- Toriko (Toriko)
- Transformers Superlink (Rodimus Convoy)
- Voltage Fighter Gowcaizer (Kyosuke Shigure e Ranpou Fudoh/Fudohmaru)
- Weiss Kreuz (Brad Crawford)
- Yu-Gi-Oh! (Hiroto Honda (Tristan Taylor))
- Zatch Bell! (Vincent Bari e Seitaro Takamine)

### Videogiochi
- Another Century's Episode R Winter
- Animamundi: Dark Alchemist (Georik Zaberisk)
- Arc - Il tramonto degli Spiriti (Densimo)
- Bakumatsu Renka Shinsengumi (Hijikata)
- Battle Arena Toshinden (Kayin Amoh, Sho Shinjo)
- Battle Arena Toshinden 2 (Kayin Amoh, Sho Shinjo)
- Battle Arena Toshinden URA (Kayin Amoh, Sho Shinjo)
- Battle Arena Toshinden 3 (Kayin Amoh)
- BCV: Battle Construction Vehicles (Hayato Kongo)
- Bleach: Shattered Blade (Byakuya Kuchiki)
- Bleach: Soul Resurrección (Byakuya Kuchiki)
- Bleach: Brave Souls (Byakuya Kuchiki)
- Bleach: Rebirth of Souls (Byakuya Kuchiki)
- Bloodstained: Ritual of the Night (Orlok Dracule)
- Bloody Roar 3 (Jin Long)
- Bloody Roar: Primal Fury (Jin Long)
- Castlevania: Symphony of the Night (Alucard)
- Castlevania: Dawn of Sorrow (Genya Arikado/Alucard)
- Castlevania: Harmony of Despair (Alucard)
- Castlevania: Grimoire of Souls (Alucard/Genya Arikado)
- Crisis Core: Final Fantasy VII (Nero lo Zibellino)
- Crisis Core: Final Fantasy VII Reunion (Nero lo Zibellino)
- Dirge of Cerberus: Final Fantasy VII (Nero lo Zibellino)
- Dissidia Final Fantasy: Opera Omnia (Setzer Gabbiani)
- Dragon Ball Xenoverse (San Shenron)
- Dragon Ball Xenoverse 2 (San Shenron)
- Dragon Ball Legends (Zahha)
- Dragon Force II: Kamisarishi Daichi ni (Shen)
- Drakengard 3 (Cent)
- Dynasty Warriors: Strikeforce (Orochi)
- Dynasty Warriors 7 (Sima Shi)
- Dynasty Warriors 8 (Sima Shi)
- Dynasty Warriors 9 (Sima Yi, Sima Shi)
- Dynasty Warriors: Gundam 3 (Treize Khushrenada)
- Dynasty Warriors: Gundam Reborn (Treize Khushrenada)
- Fate/Grand Order (Berserker/Lancelot, Berserker/Vlad III, Saber/Gaius Julius Caesar, Lancer/Romulus, Assassin/Phantom of the Opera)
- Fate/Extella Link (Berserker/Lancelot)
- Final Fantasy Type-0 (Quon Yobatz)
- Final Fantasy VII Remake Intergrade (Nero lo Zibellino)
- Final Fantasy VII Rebirth (Nero lo Zibellino)
- Fire Emblem Heroes (Finn)
- Fist of the North Star: Ken's Rage 2 (Hyou)
- Freedom Wars (Cesare Anastasi)
- Future GPX Cyber Formula (Franz Heinel)
- Genso Suikoden Tierkreis (J)
- Granado Espada (Japanese version) (Male Wizard)
- Granblue Fantasy (Baragona)
- Growlanser e Growlanser II: The Sense of Justice (Ernest Lyell)
- Harukanaru toki no naka de (Akram)
  - Harukanaru toki no naka de 2 (Akram)
  - Harukanaru toki no naka de 3 (Adult Hakuryuu)
  - Harukanaru toki no naka de 4 (Nasatya)
- I Cavalieri dello zodiaco - Il Santuario (Saga dei Gemelli)
- I Cavalieri dello zodiaco - Hades (Saga dei Gemelli, Kanon)
- I Cavalieri dello zodiaco - Cronache di guerra (Saga dei Gemelli)
- J-Stars Victory Vs+ (Toriko, Meisuke Nueno)
- JoJo's Bizarre Adventure: Vento Aureo (Narratore)
- Kaiser Knuckle (Barts)
- Keroro RPG: Kishi to Musha to Densetsu no Kaizoku (Gemumu)
- Kessen (Date Masamune)), (Tachibana Muneshige)
- Kessen II (Ma Chao, Fa Zheng)
- Kessen III (Oda Nobunaga)
- Killer Is Dead (Mondo Zappa)
- Kingdom Hearts II (Setzer Gabbiani)
- Kingdom Hearts Birth by Sleep (Terra)
- Kingdom Hearts 3D: Dream Drop Distance (Terra)
- Kingdom Hearts HD 2.8 Final Chapter Prologue (Terra)
- Kingdom Hearts III (Terra)
- Langrisser IV e Langirsser V (Randius)
- Le avventure di Lupin III: Lupin la morte, Zenigata l'amore (Kourin)
- Lunar: Eternal Blue (Ronfar)
- Lunar 2: Eternal Blue Complete (Ronfar)
- Magic Knight Rayearth (Innova)
- Mana Khemia: Alchemists of Al-Revis (Theofratus)
- Marvel vs. Capcom 3: Fate of Two Worlds (Zero)
- Mega Man 8 (Proto Man)
- Mega Man Battle & Chase (Proto Man, Shadow Man)
- Mega Man X4 (Zero)
- Mega Man X5 (Zero)
- Mega Man X6 (Zero, Zero Nightmare)
- Mega Man X7 (Zero)
- Mega Man X8 (Zero)
- Mega Man X: Command Mission (Zero)
- Mega Man Maverick Hunter X (Zero)
- Metal Gear Solid 2: Sons of Liberty (Vamp)
- Mobile Suit Gundam SEED: Alliance vs. Z.A.F.T. (Andew Waltfeld)
- Mobile Suit Gundam SEED Battle Destiny (Andew Waltfeld)
- Musashi: Samurai Legend (Rothschild)
- Namco X Capcom (Captain Commando e Taira No Kagekiyo)
- Naruto: The Broken Bond (Aoi Rokusho)
- New Pokémon Snap (Professor Speculux)
- One Piece: Pirates' Carnival (Kaku)
- One Piece: Unlimited Adventure (Kaku)
- One Piece: Pirate Warriors (Kaku)
- One Piece: Pirate Warriors 2 (Kaku)
- One Piece: Pirate Warriors 3 (Kaku)
- One Piece: Pirate Warriors 4 (Kizaru/Borsalino, Kaku)
- One Piece Odyssey (Kaku, Kizaru/Borsalino)
- Onimusha: Blade Warriors (Kojiro Sasaki, Zero)
- Prince of Tennis (Kunimitsu Tezuka)
- Project Justice: Rival Schools 2 (Roy Bromwell)
- Project X Zone (Zero)
- Project X Zone 2 (Zero, Captain Commando)
- Rival Schools: United by Fate (Roy Bromwell)
- Saint Seiya: Brave Soldiers (Saga dei Gemelli, Kanon)
- Saint Seiya: Soldiers' Soul (Saga dei Gemelli, Kanon)
- Samurai Warriors 2 (Chosokabe Motochika)
- Samurai Warriors 3 (Chosokabe Motochika)
- Samurai Warriors 4 (Chosokabe Motochika)
- Samurai Warriors: Spirit of Sanada (Chosokabe Motochika)
- SD Gundam G Generation (Andrew Waltfeld, Treize Khushrenada)
- Segagaga (Programmatore Oka, Shrimp, Direttore Segreto Cool)
- Sengoku Basara 2 (Toyotomi Hideyoshi)
- Sengoku Basara X (Toyotomi Hideyoshi)
- Sengoku Basara: Battle Heroes (Toyotomi Hideyoshi)
- Sengoku Basara: Chronicle Heroes (Toyotomi Hideyoshi)
- Sengoku Basara 4 (Toyotomi Hideyoshi)
- Sengoku Basara: The Legend of Sanada Yukimura (Toyotomi Hideyoshi)
- Shin Megami Tensei: Digital Devil Saga (Bat)
- Shining Force III (Synbios and Julian)
- Shining Force Neo (Baron)
- Silhouette Mirage (Hal Birthclod)
- Skies of Arcadia (Alfonso)
- Space Channel 5 VR: Kinda Funky News Flash (Glitter)
- Star Ocean: First Departure (Asmodeus)
- Star Ocean: Integrity and Faithlessness (Daril Camuze, Aaron)
- Suikoden Tierkreis (Jale)
- Summon Night 2 (Luvaid)
- Summon Night 4 (Luvaid)
- Summon Night 6: Lost Borders (Luvaid)
- Super Adventure Rockman (Proto Man, Rush)
- Super Robot Wars Alpha (Raidiese F. Branstein, Treize Khushrenada)
- Super Robot Wars Alpha Gaiden (Raidiese F. Branstein, Isaac Godonov)
- Super Robot Wars Alpha 3 (Raidiese F. Branstein, Andrew Waltfeld)
- Super Robot Wars OG: Original Generations (Raidiese F. Branstein)
- Super Robot Wars OG Saga: Endless Frontier (Rubor Cucullus, Katze Kotolnos)
- Super Robot Wars A Portable (Nagare Akatsuki)
- Super Robot Wars Z (Andrew Waltfeld)
- Super Robot Taisen OG Saga: Endless Frontier EXCEED (Katze Kotolnos, Vanar Gand)
- Super Robot Wars Z2: Rebirth Chapter (Treize Khushrenada, Andrew Waltfeld, Bring Stability, Devine Nova, Clone Innovades)
- Super Robot Wars Z3: Heaven Chaper (Sardias Axe)
- Super Robot Wars V (Andrew Waltfeld, Guard Diver, Chinja Loose)
- Super Robot Wars X (Guard Diver, Chinja Loose)
- Super Robot Wars T (Wassilmon Razlson, Guard Diver, Inouva)
- Super Robot Wars 30 (Quaestor, Raidiese F. Branstein, Combat Detective McCrane, Build Tiger, Super Build Tiger, Inouva)
- Super Smash Bros. Ultimate (Zero, Alucard)
- Tail Concerto (Cyan Garland)
- Tales of Destiny (Dymlos and Miktran)
- Tales of Destiny 2 (Dymlos)
- Tatsunoko vs. Capcom: Ultimate All Stars (Zero)
- Tekken 5 (Lee Chaolan)
- Tekken 6 (Lee Chaolan)
- Tekken Tag Tournament 2 (Lee Chaolan/Violet)
- Tekken 7 (Lee Chaolan/Violet)
- Tekken 8 (Lee Chaolan)
- Teppen (Zero)
- The Legend of Nayuta: Boundless Trails (Zekrust, Argol)
- Tokimeki Memorial Girl's Side (Kijyou Madoka)
- Tokyo Mew Mew (Gateau du Rowa)
- Toshinden 4 (Kayin Amoh)
- Ultimate Marvel vs. Capcom 3 (Zero)
- Unicorn Overlord (Aramis)
- Valkyria Chronicles II (Hubert Brixham)
- Valkyria Chronicles III (Hubert Brixham)
- Valkyria Revolution (Donovan)
- Voltage Fighter Gowcaizer (Kyosuke Shigure e Ranpou Fudoh/Fudohmaru)
- Warriors Orochi (Orochi)
- Warriors Orochi 2 (Chosokabe Motochika, Orochi, Orochi X)
- Warriors Orochi 3 (Sima Shi, Chosokabe Motochika, Orochi, Orochi X)
- Warriors Orochi 4 (Sima Yi, Sima Shi, Chosokabe Motochika, Orochi, Orochi X)
- Warriors: Legends of Troy (Patroclo)
- Xenogears (Krelian)
- Xenoblade Chronicles X (L)
- Yakuza 3 (Shoyo Toma)

### Doppiaggio
- Devil May Cry (Bianconiglio)